# Alutera pisana

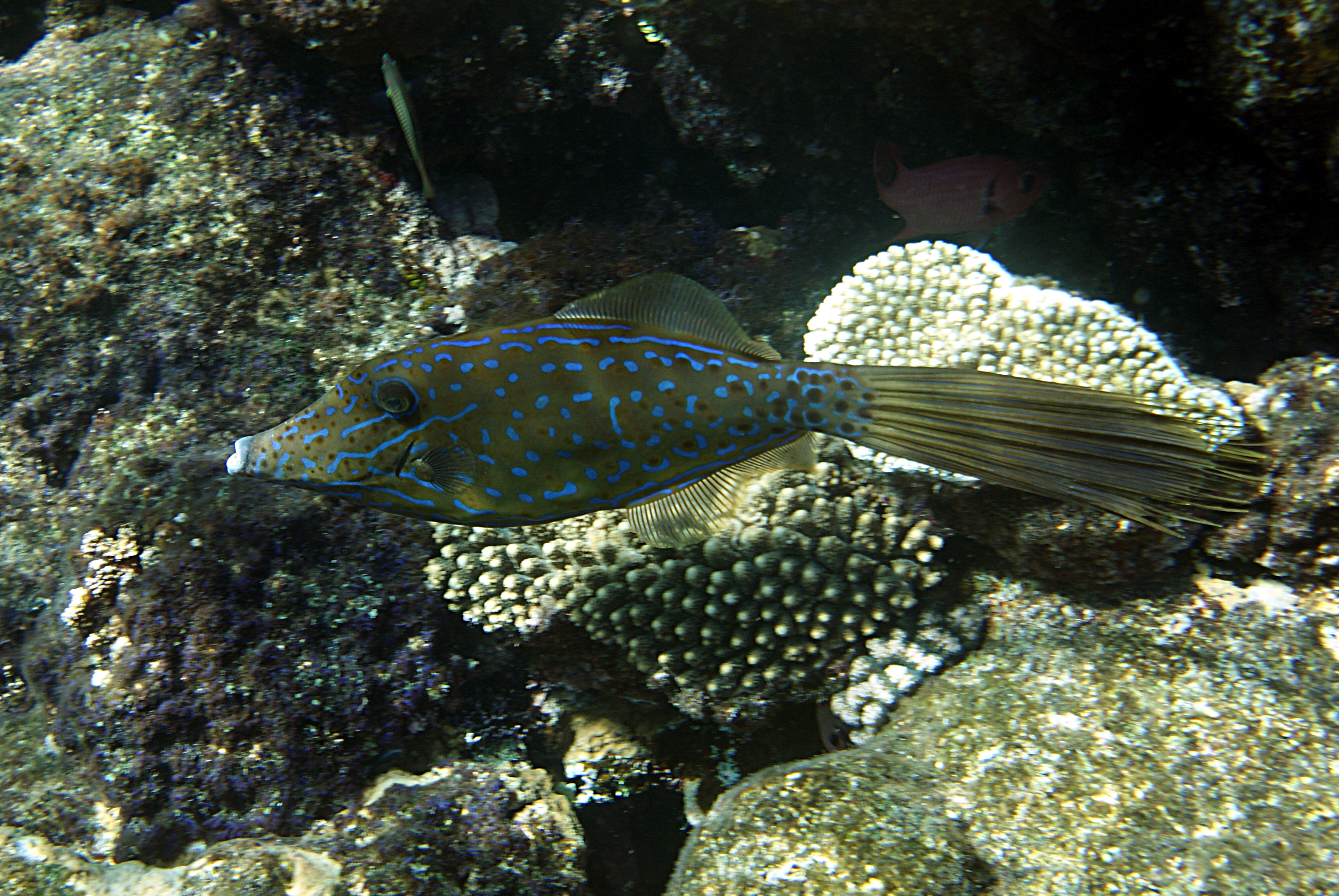
Aluterus scriptus

Alutera pisana (Aluterus scriptus) – gatunek morskiej ryby rozdymkokształtnej z rodziny jednorożkowatych (Monacanthidae), dorastającej do 1,1 m długości, występującej na rafach tropikalnych na głębokości od 3 do 120 m p.p.m, choć zwykle od 3 do 20 m p.p.m . Największy przedstawiciel tej rodziny.
Ubarwiona jest od koloru oliwkowo-brązowego do szarego z niebieskimi liniami i plamkami, młode mogą być także ubarwione na żółto-brązowo z ciemnymi plamkami. Ciało i głowę mają pokryte małymi, czarnymi łatami. Ciało jest wydłużone i silnie bocznie ścieśnione. Płetwa ogonowa jest bułczasta i długa. Skrzela otwierają się skośnie . Łuski ryb tego i pokrewnych mu gatunków nie zachodzą na siebie, a każda z nich posiada rodzaj krótkiego kolca, co sprawia w dotyku wrażenie podobne do papieru ściernego.
Alutery pisane żyją w lagunach i morskich rafach, czasami także są spotykane pod pływającymi na wodzie wodorostami. Młode mogą wędrować za sznurami pływających roślin na otwartym oceanie przez długi czas – aż osiągną duże rozmiary. Podrostki są zwykle spotykane wzdłuż głębokich przybrzeżnych morskich uskoków. Żywią się algami, wodorostami, stułbiopławami i osłonicami . Alutery nie są zbyt wytrawnymi pływakami, zasiedlają więc spokojne okolice rafy koralowej. Potrafią za to płynąć zarówno do przodu, jak i do tyłu, jak też zawisać nieruchomo w toni wodnej. Jak kameleony, potrafią zmieniać ubarwienie dopasowując się w ten sposób do koloru otoczenia. Żyją pojedynczo, są dość płochliwe.

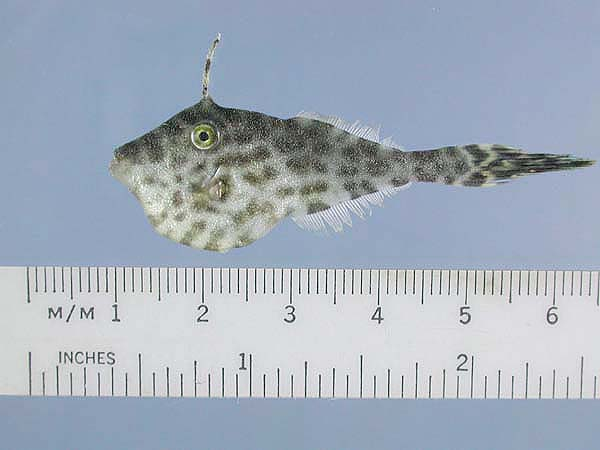
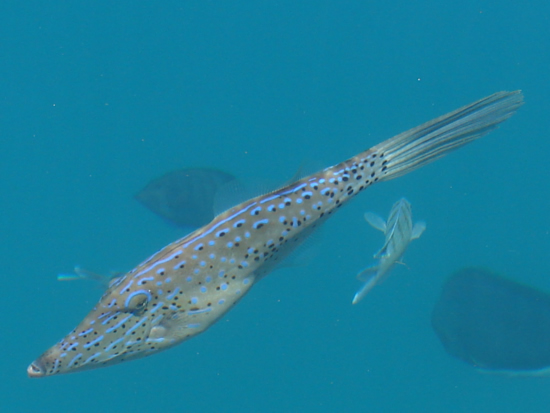
Alutera, Honolulu Harbor
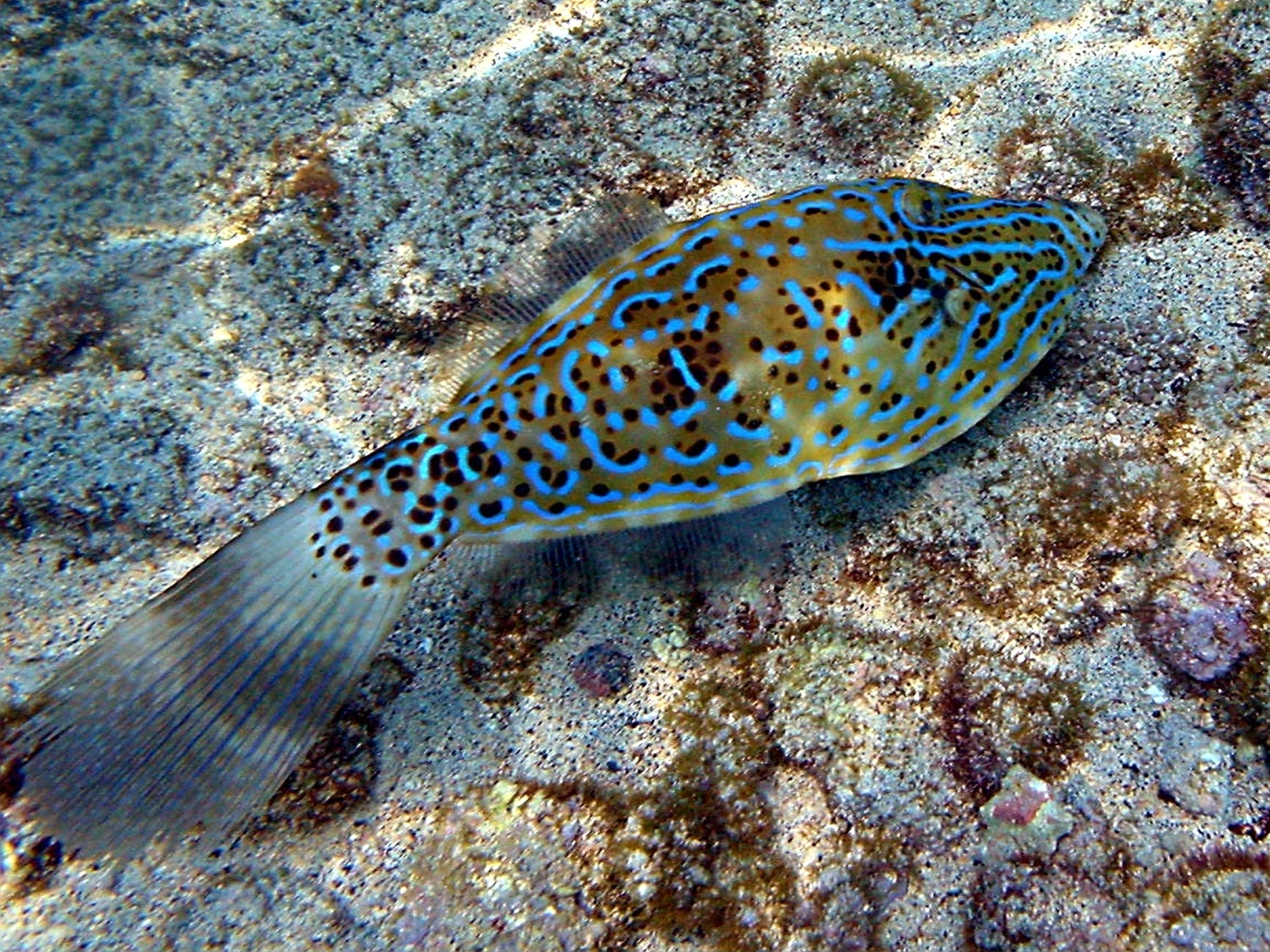
Osobnik dorosły, Kona